# Castell de Santa Àgueda
El castell de Santa Àgueda és una fortificació d'origen musulmà, actualment en estat ruïnós, que es troba al municipi de Ferreries, a Menorca. Fou on es van firmar les capitulacions que van fer passar l'illa sota la dominació de la Corona d'Aragó. Per celebrar-ho, el rei cristià va fer construir una capella, que seria l'origen del poble de Ferreries.
El topònim prové de l'antic Sent Agayz, que era la transcripció catalana de l'àrab sen- ('pujada') i ayaiz ('velles').

## Situació
Està situat al Puig de Santa Àgueda, a la part nord de l'illa, a uns 14 km de Ciutadella. De 264 m d'altitud, és la tercera muntanya més alta de Menorca, després del Toro (357 m) i del Puig de s'Enclusa (274 m).

## Descripció
La fortificació consta, com a mínim de tres zones bastant independents:
El recinte de la zona central.
La part més antiga del recinte fortificat de Santa Àgueda sembla ser del segle X i es localitza a l’altiplà d’aquest cim. Aquí hi ha un recinte mural en forma de polígon irregular de set costats reforçat, originalment, per setze torres de disseny rodó. Els eixos majors són de 160 m x 135 m  i tanca una superfície d’1,54 Ha. S’hi accedia per un portal a la zona meridional seguint el traçat de l’antiga via romana. Algunes de les torres rodones, posteriorment, van ser reforçades i les van donar una planta rectangular.
El recinte del Castellet.
Es dona aquest nom al recinte mural de forma rectangular que ve a ser una extensió cap a la zona de mestral. També presenta torres de base rodona i de base quadrada. Amb unes dimensions de 275 m x 80 m, tanca una superfície de 2,8 Ha. Al seu interior hi ha restes de construccions i sembla que s’hi accedia per un pas a ponent de l’entrada a la zona central.
El recinte de la Casa d'Armes
A la part més nova del recinte fortificat se li dona el nom de recinte del Pati d’Armes o de la Casa d’Armes. És una ampliació de forma irregular cap a la zona de gregal. Tanca una superfície de 0,82 Ha.

## Història
Aquesta antiga fortalesa es va aixecar el 1232, a l'època de la dominació àrab a Menorca. Va ser construïda amb tota probabilitat sobre les ruïnes d'un castrum o edificació romana anterior, segons la teoria avalada per les troballes de monedes i puntes de llança identificatives d'aquesta civilització.
En la documentació de l'època apareix com a punt estratègic militar i residència palau dels governadors musulmans. Fou l'últim reducte de la resistència musulmana a l'illa i s'hi va refugiar el darrer rais de Manurqa, Abu Umar ibn Said', fins que va capitular el 21 de gener de 1287, quan Menorca va passar a mans del rei Alfons III d'Aragó. En record d'aquesta efemèride el rei cristià va ordenar la construcció d'una capella dedicada a Santa Àgueda.
Des de la construcció de la capella, a mesura que el poble de Ferreries s'anava desenvolupant, el castell va entrar en decadència i a poc a poc va ser abandonat. Des de llavors, el castell de Santa Àgueda ha sofert una important deterioració a causa de l'erosió meteorològica i de les agressions i espoliacions humanes.
A través de l'Ajuntament de Ferreries es va constituir l'Associació d'Amics de Santa Àgueda, que ha promogut les primeres accions per evitar la deterioració de la calçada romana d'accés a la fortalesa, i en va impulsar la declaració com a Bé d'Interès General amb la intenció de recuperar la integritat del recinte atès el seu valor històric i monumental.

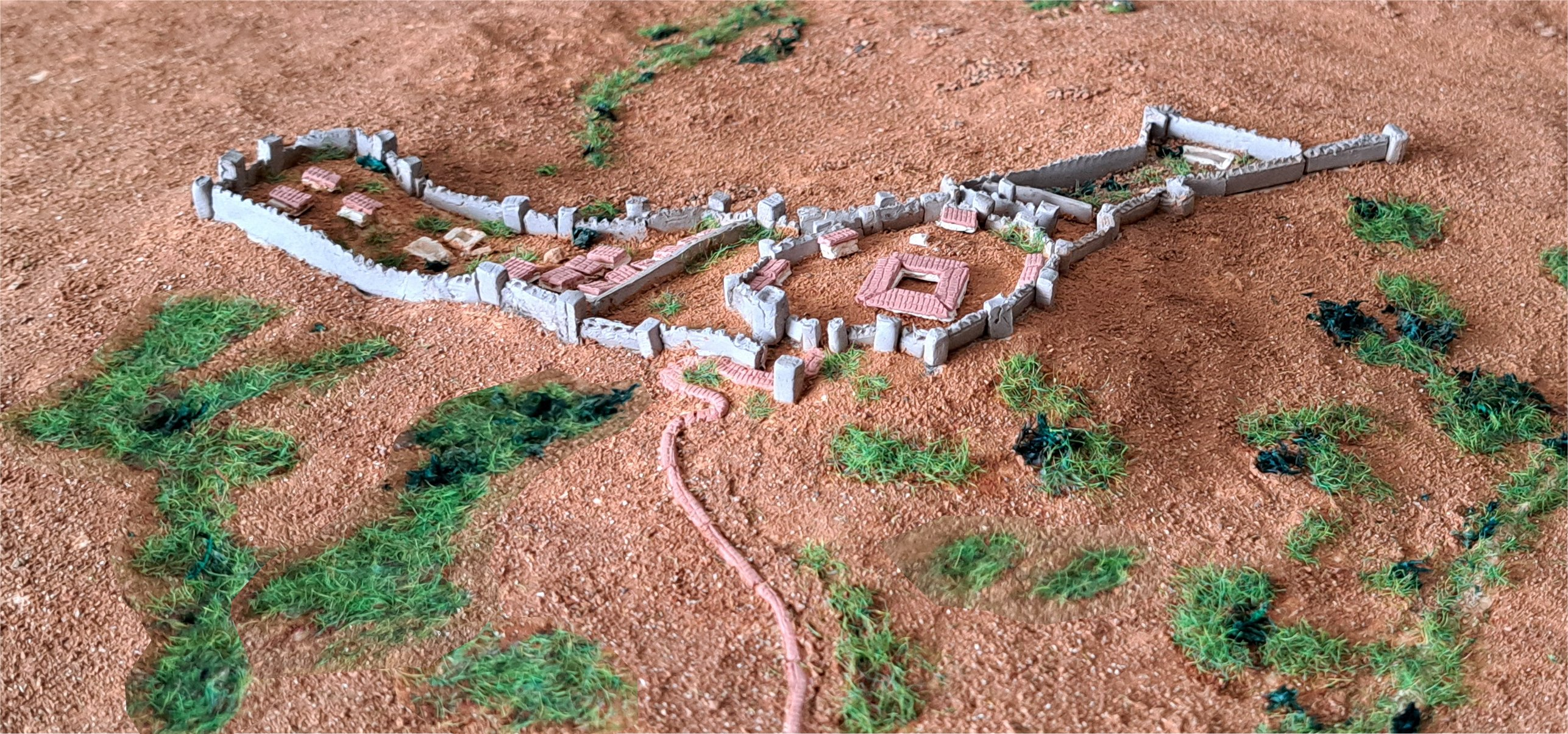
Maqueta que mostra com podria haver estat el castell de Santa Àgueda a Ferreries, Menorca.